# درو تالبوت
درو تالبوت (انگلیسی: Drew Talbot؛ زادهٔ ۱۹ ژوئیهٔ ۱۹۸۶) بازیکن فوتبال اهل بریتانیا است.
از باشگاه‌هایی که در آن بازی کرده‌است می‌توان به باشگاه فوتبال چسترفیلد، باشگاه فوتبال اسکانتورپ یونایتد، باشگاه فوتبال شفیلد ونزدی، باشگاه فوتبال لوتون تاون، و باشگاه فوتبال پلیموث آرگیل اشاره کرد.